# Барон Скейлз

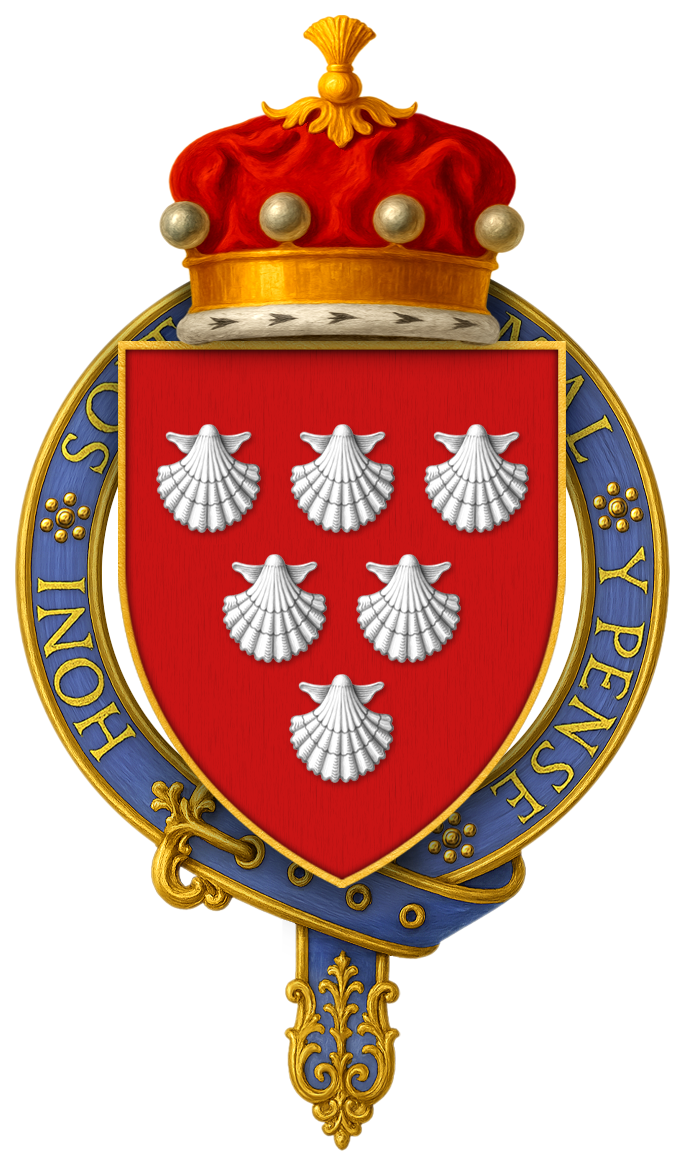
Герб Томаса де Скейлза, 7-го барона Скейлза (умер в 1460)

Барон Скейлз (англ. Baron Scales) — угасший дворянский титул в системе Пэрства Англии. Он создан 6 февраля 1299 года для рыцаря-тамплиера, сэра Роберта де Скейлза (умер в 1304).

## История
Предки Роберта де Скейлза, 1-го барона Скейлза, с 1255 года владели поместьями Ньюселлс в Хартфордшире и Ривенхолл в Эссексе. Роберт де Скейлз (умер в 1256) в 1255 году женился на Элис де Рочестер, чьи предки владели этими поместьями с 1210 года. Роберту наследовал его старший сын, Питер де Скейлз, который умер в 1258 году. Преемником Питера стал его младший брат, Роберт де Скейлз (умер в 1266). Роберт участвовал в военных кампаниях во Франции. После смерти Роберта де Скейлза в 1266 году ему наследовал его сын, Роберт де Скейлз (умер в 1304).
В феврале 1299 года Роберт де Скейлз был вызван в парламент как  лорд Скейлз. Он участвовал в военных кампаниях в Уэльсе и Шотландии, служил во Франции и Фландрии. Баронский титул передавал по мужской линии до 1460 года.
Последней баронессой Скейлз была Элизабет де Скейлз (около 1446—1473), единственная дочь Томаса де Скейлза, 7-го барона Скейлза. Она была дважды замужем. Её первым мужем был Генри Буршье (умер в 1462), второй сын Генри Буршье, 1-го графа Эссекса. Во второй раз она вышла замуж за Энтони Вудвилла 2-го графа Риверса (около 1440—1483). После смерти Элизабет в 1473 году Энтони Вудвилл был признан владельцем поместий своей покойной супруги. 24 июня 1483 года Энтони Вудвилл был обезглавлен по приказу короля Англии Ричарда III в Понтефракте. Но после смерти Энтони его младший брат, Эдвард Вудвилл (умер в 1488), сторонник Генриха VII Тюдора, именовал себя лордом Скейлзом, получив во владение земли своего старшего брата.

## Бароны Скейлз (1299)
- Роберт де Скейлз, 1-й барон Скейлз (ум. 1304), сын Роберта де Скейлза
- Роберт де Скейлз, 2-й барон Скейлз (ум. 1324), сын предыдущего
- Роберт де Скейлз, 3-й барон Скейлз (ум. 13 августа 1369), сын предыдущего
- Роджер де Скейлз, 4-й барон Скейлз (ок. 1354 — 25 декабря 1386), сын предыдущего
- Роберт де Скейлз, 5-й барон Скейлз (ок. 1372 — 7 декабря 1402), сын предыдущего
- Роберт де Скейлз, 6-й барон Скейлз (ок. 1395 — 1 июля 1418), второй сын предыдущего
- Томас де Скейлз, 7-й барон Скейлз (ок. 1397 — 25 июля 1460), младший брат предыдущего
- Элизабет де Скейлз, 8-я баронесса Скейлз (ок. 1446 — 2 сентября 1473), единственная дочь предыдущего.